# فيليبي فوينتيس
فيليبي فوينتيس (بالإنجليزية: Felipe Fuentes)‏ هو سياسي أمريكي، ولد في 25 مايو 1971. حزبياً، نشط في حزب كاليفورنيا الديمقراطي ‏ والحزب الديمقراطي. وقد انتخب عضو جمعية ولاية كاليفورنيا.